# Encarsia amicula
Encarsia amicula är en stekelart som beskrevs av Gennaro Viggiani och Ren 1986. Encarsia amicula ingår i släktet Encarsia och familjen växtlussteklar. Inga underarter finns listade i Catalogue of Life.